# ریتی
ریتی (به ایتالیایی: Rieti) یک کومونه در ایتالیا است که در استان ریتی واقع شده‌است. این شهر مرکز استان ریتی است. مرکز شهر بر روی یک تپه کوچک واقع است. دامنه وسیع این شهر در کناره جنوبی یک دریاچه باستانی قرار دارد. این ناحیه حوزه آبریز روز ولینو می باشد. 

## خصوصیات
ریتی ۲۰۶٫۵۲ کیلومترمربع مساحت و ۴۷٬۷۴۵ نفر جمعیت دارد و ۴۰۵ متر بالاتر از سطح دریا واقع شده‌است.

## خواهرخوانده
شهرهای نوردهورن، ایتو، شیزوئوکا و Saint-Pierre-lès-Elbeuf خواهرخوانده‌های ریتی هستند.